# Ludwig von Falkenhausen
Ludwig von Falkenhausen (Guben, 13 de setembro de 1844 — Görlitz, 4 de maio de 1936) foi bem-sucedido general alemão da primeira guerra mundial, condecorado com a medalha Pour le Mérite em 23 de agosto de 1915, recebendo folhas de carvalho em 15 de abril de 1916.

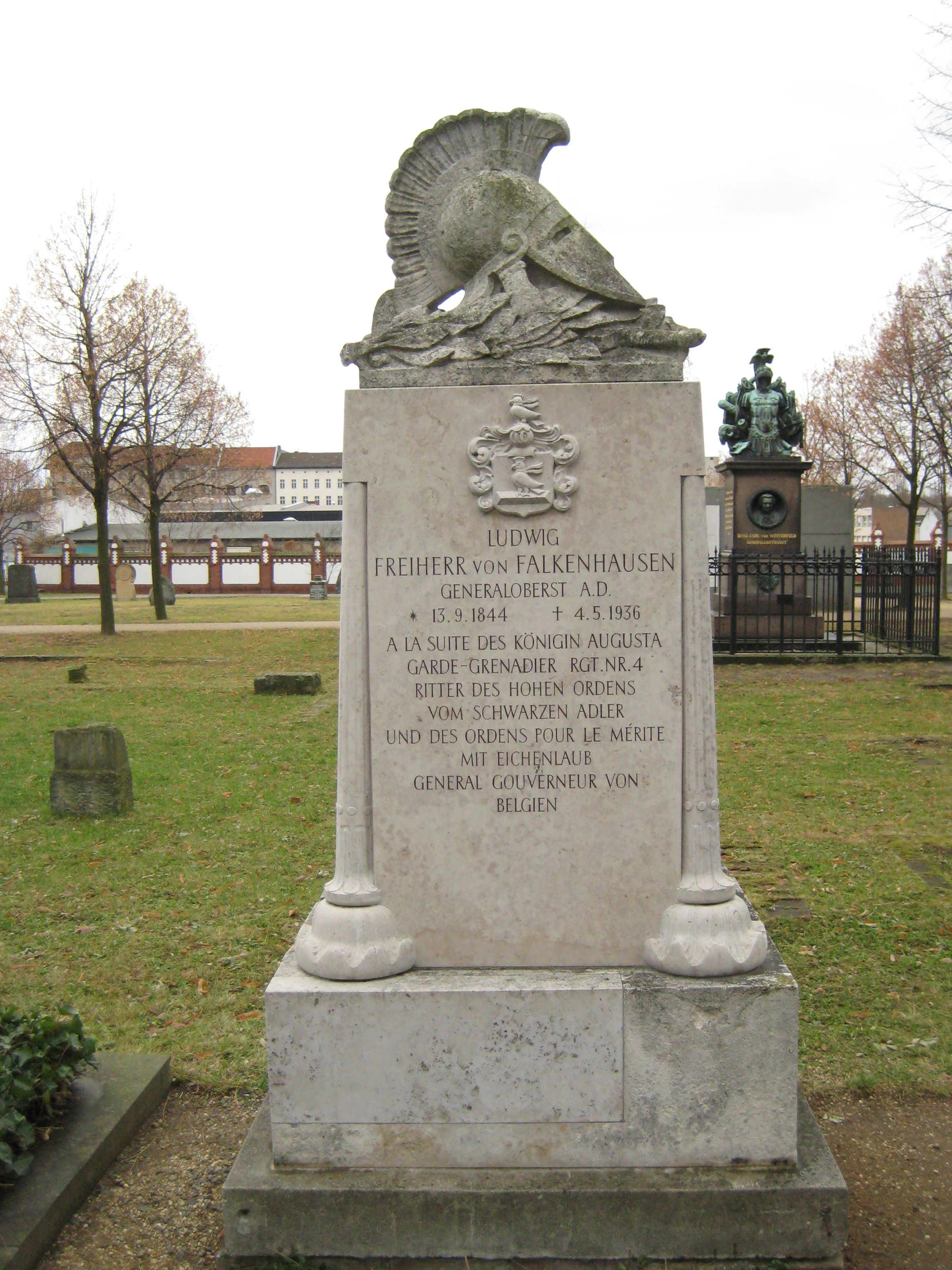
Túmulo de Ludwig von Falkenhausen, Berlim.

## Primeira Guerra Mundial
Após a mobilização em agosto de 1914, Falkenhausen tornou-se comandante geral do Corpo Ersatz do 6º Exército. Como comandante da Armee-Abteilung Falkenhausen ((Destacamento do Exército A) foi um comando do exército do Exército Alemão na Primeira Guerra Mundial). Serviu na ala esquerda (sul) da Frente Ocidental ao longo de sua existência), ele comandou as tropas alemãs durante as batalhas pela volta de Delmer de 1914/15 e na guerra de trincheiras em Lorraine (1915-1916).
Ele teve muito sucesso durante a primeira metade da Primeira Guerra Mundial e foi premiado com o Pour le Mérite em 23 de agosto de 1915, com folhas de carvalho em 15 de abril de 1916.
Depois de ter comandado as defesas costeiras perto de Hamburgo (abril-setembro de 1916), em 28 de setembro de 1916 Falkenhausen recebeu o comando do 6º Exército na Batalha de Arras em abril de 1917. Ele falhou em desdobrar corretamente a defesa recém-desenvolvida em profundidade para contra-atacar as táticas britânicas e dominantes e foi removido do comando de campo pelo general Erich Ludendorff.
Posteriormente, ele sucedeu Moritz von Bissing e serviu como governador-geral da Governadoria Geral da Bélgica durante a ocupação alemã, de maio de 1917 a novembro de 1918. No início de 1918, o The Times publicou um artigo - intitulado O reinado de terror de Falkenhausen - descrevendo 170 militares execuções de civis belgas ocorridas desde que ele foi nomeado governador.
Ele morreu em Görlitz.

Durante a Segunda Guerra Mundial, seu sobrinho Alexander von Falkenhausen serviu como governador militar da Bélgica (22 de maio de 1940 - 15 de julho de 1944).